# Artūrs Ņikiforenko
Artūrs Ņikiforenko (ur. 1 marca lub 3 maja 1992 w Rydze) – łotewski judoka i zawodnik brazylijskiego ju jitsu, uczestnik igrzysk olimpijskich w 2016 roku.

## Kariera
Wziął udział w rywalizacji w wadze powyżej 100 kg podczas igrzysk olimpijskich w Rio de Janeiro, gdzie w pierwszej rundzie przegrał z reprezentantem Azerbejdżanu Ushangim Kokauri i odpadł z dalszej rywalizacji.
Dwukrotnie zajął 5. miejsce na mistrzostwach Europy U-23: W 2012 i w 2014 roku.